# Cercestis camerunensis
Cercestis camerunensis är en kallaväxtart som först beskrevs av Ntépé-nyamè, och fick sitt nu gällande namn av Josef Bogner. Cercestis camerunensis ingår i släktet Cercestis och familjen kallaväxter. IUCN kategoriserar arten globalt som livskraftig. Inga underarter finns listade.